# La Puebla de Almoradiel
La Puebla de Almoradiel es un municipio y localidad española de la provincia de Toledo, en la comunidad autónoma de Castilla-La Mancha. El término municipal tiene una población de 4887 habitantes (INE 2024).

## Toponimia
El origen de la palabra "Almoradiel" tiene varias versiones: 
- Una de ellas, es que "Almoradiel" procede del artículo árabe "Al", de la palabra latina "murellu", diminutivo de "muru", y del diminutivo mozárabe "diel". Finalmente "Almoradiel" significaría muro pequeño.
- La otra versión, que es la que parece más cierta, es que la palabra "Almoradiel" está constituida por: Al-murad-ied, "Al" es el artículo "el" en árabe; "murad" significa "castillo" en mozárabe; y "ied" es un diminutivo "pequeño", por ello la traducción literal sería "El Castillo Pequeño".

Por otra parte, "La Puebla" se añade al nominativo del lugar a causa de la repoblación llevada a cabo por la orden de Santiago en el siglo XIV.

## Geografía
La Puebla de Almoradiel es un municipio que se encuentra situado en pleno corazón de La Mancha toledana, presenta una planimetría del terreno interrumpida por leves elevaciones. Sus tierras arcillosas son bañadas por el río Gigüela, situado en la parte este del término municipal. Este tipo de tierra es apta para los cereales, buenos para la vid y excelentes para el olivo, también, de esta arcilla se fabrican las tejas árabes, la alfarería típica y los tapiales de las antiguas casas. 
En lo que respecta al clima, predomina un clima mediterráneo continental con veranos calurosos (en los meses de julio y agosto), e inviernos fríos (en los meses de diciembre y enero); las primaveras y otoños son las estaciones del año que más precipitación se recoge, aunque esta es irregular durante todo el año y normalmente son en forma de lluvia aunque alguna vez pueden darse en forma de nieve. En cambio, en verano se puede llegar hasta dos meses de aridez. 
La Puebla, también llamado coloquialmente así, linda con las localidades de Corral de Almaguer y Villanueva de Alcardete por el norte, Quintanar de la Orden por el este, Miguel Esteban y Quero por el sur, y La Villa de Don Fadrique por el oeste; todas las localidades son de la provincia de Toledo.

## Historia
Su origen parece ser una fortaleza de la época ibérica y celta, habitada posteriormente por romanos, visigodos, mozárabes y durante la dominación musulmana por la tribu de los Almorávides. La primitiva ciudad estaba fundada en los márgenes del río Cigüela, a 1.3 km de su actual emplazamiento, este lugar fue abandonado en el año 1276 por las epidemias a causa de la proximidad del núcleo de población al cauce fluvial del río. 
En el antiguo núcleo de población había una ermita con la advocación a Sta. M.ª Magdalena, que fue el edificio religioso más importante de aquel lugar, y que pasó al beneficio de la iglesia de San Juan Bautista (iglesia parroquial de La Puebla de Almoradiel). Además en este lugar hubo un castillo de la época musulmana.
A mediados del siglo XII pertenecía el asentamiento a la Orden de Santiago y san Juan (citado en un tratado de 1243 entre estas órdenes).
En 1315 Corral de Almaguer con sus aldeas, una de ellas La Puebla de Almoradiel, obtiene del maestre Diego Muñiz la carta-puebla.   
Pero en 1331 La Puebla de Almoradiel consigue el privilegio de villazgo dejando de depender de Corral de Almaguer. Hasta que en 1341 el maestre de Santiago Alonso Meléndez de Guzmán le otorga la carta de población. En 1353 pasa a formar parte del común de La Mancha, constituido por el partido y gobernación de Ocaña. Pero en 1575 se introduce dentro de La Mancha de Monte Aragón, ahora forma parte del partido y gobernación de Quintanar de la Orden.   
Por otra parte, el lugar de Palomares se encuentra al sur del término municipal de La Puebla de Almoradiel, posiblemente hubiera sido una villa del siglo XVI. Aunque no hay muchos datos se puede decir con certeza que estaba constituido por casas del maestre y una iglesia, localizada en un lugar nombrado Santa María. En la segunda mitad del siglo XVI esta iglesia disminuyó a una ermita con la advocación de Santa María de Palomares o Palomares del Aljibe.
Por otro lado, también se dice entre los mayores del lugar, aunque no hay confirmación histórica real, que una buena parte del subsuelo del pueblo "está hueco", desde donde está situada actualmente la iglesia de San Juan Bautista, hasta las proximidades del llamado cerro de la Madalena, donde estaba originalmente situado el pueblo, sospechándose que una importante red de cuevas semiderruidas abarca parte del municipio. Estas cuevas pudieron usarse en la Edad Media, y que se sellaron y finalmente perdieron entre tierras de labranza en la época de la peste negra, ya que uno de los comentarios habituales sobre esta hipotética red subterránea es que se usó de fosa común para enfermos de plagas, lo que provocó su sellado.
Finalmente, esta localidad toledana ha dejado linajes tan importantes como: los Ortiz-Vivanco, los Villaseñor, los Ximénez-Ortiz, los Ludeña, los Peñacarrillo; y el obispo Mercadillo y Patiño, además del general Ortega.
Desde 1909 el municipio contó con una conexión ferroviaria a través de la línea Villacañas-Quintanar de la Orden, la cual disponía de una estación de ferrocarril en la localidad. Además de enlazar con otros municipios de la comarca, a partir de 1929 la línea permitió la conexión de La Puebla de Almoradiel con el resto de la red ferroviaria española. Este pequeño ferrocarril se mantuvo operativo hasta su clausura en 1985, siendo posteriormente desmantelado.

## Administración
| Periodo   | Nombre                             | Partido                                              |
| --------- | ---------------------------------- | ---------------------------------------------------- |

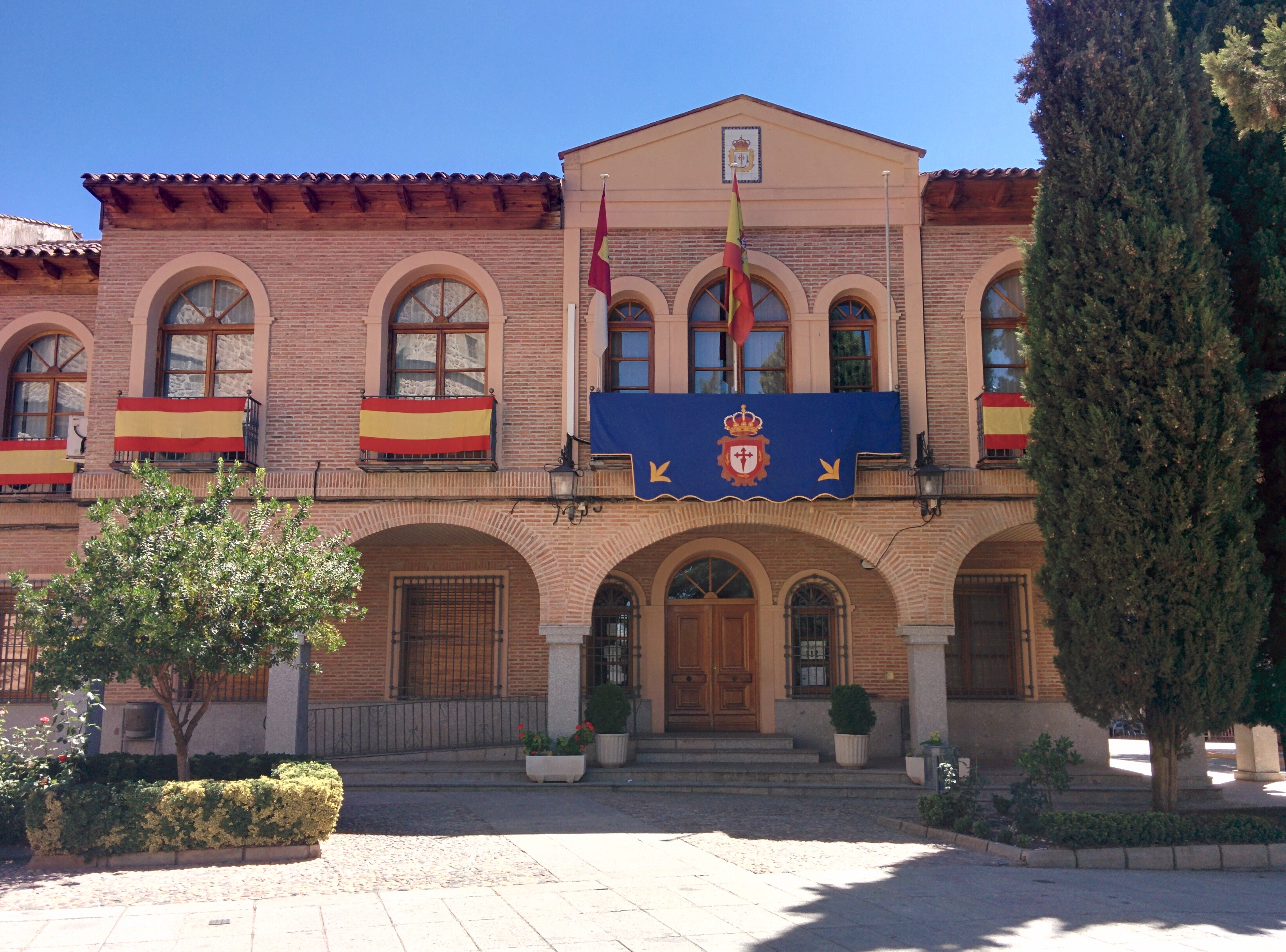
Casa consistorial

| 1979-1983 | Leopoldo Sepúlveda Muñoz           | Unión de Centro Democrático                          |
| 1983-1987 | Apolonio Recuero Villajos          | Partido Comunista de España                          |
| 1987-1991 | Apolonio Recuero Villajos          | Izquierda Unida                                      |
| 1991-1995 | Apolonio Recuero Villajos          | Izquierda Unida                                      |
| 1995-1999 | Antonio Desiderio Sepúlveda Toledo | Partido Popular                                      |
| 1999-2003 | Apolonio Recuero Villajos          | Izquierda Unida (coalición con PSOE)                 |
| 2003-2007 | Antonio Desiderio Sepúlveda Toledo | Partido Popular                                      |
| 2007-2011 | Vicente Enrique Nieto Torres       | Partido Socialista Obrero Español (coalición con IU) |
| 2011-2015 | Julia Villarejo Hernando           | Partido Popular                                      |
| 2015-2019 | Alberto Tostado Cicuéndez          | Izquierda Unida                                      |
| 2019-2023 | Alberto Tostado Cicuéndez          | Unidas Podemos                                       |
| 2023-act. | Alberto Tostado Cicuéndez          | Unidas Podemos                                       |

En las elecciones municipales de 2023 se redujeron los concejales de 13 a 11 debido a la pérdida demográfica (Menos de 5000 habitantes) Así en las elecciones, Unidas Podemos obtuvo 1486 votos y 6 concejales, el Partido Popular obtuvo 1213 votos y 4 concejales y el Partido Socialista (PSOE) obtuvo 433 votos y 1 concejal. Unidas Podemos gobierna en solitario con mayoría absoluta.

## Demografía
Cuenta con una población de 4887 habitantes (INE 2024).
| Gráfica de evolución demográfica de La Puebla de Almoradiel entre 1842 y 2021                                         |
| |
| Población de derecho según los censos de población del INE. Población de hecho según los censos de población del INE. |

| 5360                      | 5374 | 5374 | 5380 | 5422 | 5507 | 5548 | 5594 | 5715 | 5770 | 5822 | 6092 | 6122 | 6122 | 5976 | 5888 | 5755 | 5653 | 5546 | 5454 | 5360 | 5278 | 5168 | 5073 | 5041 | 4953 |
| (Fuente: INE [Consultar]) |      |      |      |      |      |      |      |      |      |      |      |      |      |      |      |      |      |      |      |      |      |      |      |      |      |

NOTA: La cifra de 1996 está referida a 1 de mayo y el resto a 1 de enero.

## Economía
El principal motor económico del municipio es la industria vitivinícola, con una gran historia a sus espaldas, y habiendo una gran cantidad de bodegas privadas, destacando sobre ellas especialmente la cooperativa Virgen del Egido, con cerca de 570 socios y casi 60 años de historia, siendo una de las bodegas más grandes de la zona, y el grupo Bodega Almurad, de mucho menor tamaño, pero con unos tintos de gran calidad ampliamente reconocidos. Además, en las afueras del pueblo también está situada la alcoholera Finca La Blanca, una empresa con importantes negocios de importación y destilación de vinos, bebidas derivadas de este, como la mistela, y alcoholes con el resto de Europa, especialmente Francia y Alemania.
Esta relación con el vino se aprecia fuertemente en plena campaña de vendimia, cuando al pueblo acuden una importante cantidad de trabajadores temporeros, originalmente andaluces, aunque en los últimos tiempos se han visto reemplazados por trabajadores de Europa del este, especialmente rumanos; además del impresionante tráfico de maquinaria agrícola en el pueblo con el transporte y la descarga de la uva, llegando a apreciarse incluso en el ambiente el olor a orujo de las bodegas. La extensión de dicha industria llega hasta el punto de que es muy habitual que las familias del municipio, aparte de sus trabajos normales, tengan pequeñas extensiones de tierra con vides, ya sean propias o arrendadas como cuidadores de estas, como ingreso añadido. Dichas extensiones de tierra se suelen medir en la tradicional unidad de área conocida como fanega, que en esta localidad viene a ser el terreno en el que hay plantadas 800 vides. Aunque la vid sea un cultivo de secano, especialmente en el seco clima manchego, es habitual que algunas de estas viñas sean regadas en pleno verano por sus propietarios para aumentar la productividad de estas, aunque siendo las que son regadas de forma más moderada las que obtienen la mejor calidad de uva, consiguiendo un perfecto equilibrio de engorde de la uva con la maduración, y por tanto cantidad de azúcares, de esta.
La recolección se inicia a finales de agosto con los tintos más perecederos, como el verdejo y tempranillo, aunque con una campaña aún muy reducida, ya que son especies muy poco extendidas. Es a partir de entre mediados y finales de septiembre, dependiendo del grado de maduración general de la uva, cuando se inicia la campaña plena, con la recolección de los tintos comunes y el blanco airén, recolectándose importantísimas cantidad de uva, siendo normal recoger en pleno auge de la campaña en ocasiones cerca de dos millones de kilos de uva en un solo día, sólo en la cooperativa Virgen del Egido, la mayor bodega del pueblo, y superando esta cantidad normalmente los fines de semana, que es cuando suelen realizar la vendimia los agricultores más modestos.
Aunque actualmente se sigue realizando la recolección principalmente de forma tradicional, en la última década han aumentado enormemente el emparrado de viñas para la posterior vendimia con máquina recolectora, especialmente entre los grandes terratenientes, ya que para los pequeños propietarios no resulta rentable dado el coste de la instalación de dicho procedimiento.
Además del cultivo de la vid, también está extendido, aunque en un grado mucho menor, el olivo, pero siendo su producción principalmente para uso familiar, recogiéndose casi todo el aceite producido para uso personal. También son muy comunes las huertas familiares en primavera, verano y principios de otoño, para el cultivo de la patata, el tomate, el melón, la sandía, el pimiento, el pepino, el combro y la calabaza, entre otros. También se da el cultivo de cereales, pero se trata de una actividad muy reducida.
La construcción es la segunda principal industria de la localidad teniendo una gran cantidad de empresas dedicadas a esta actividad, y siendo muy comunes las cuadrillas de albañiles que se desplazan diariamente a trabajar a las capitales más cercanas, como Toledo y sobre todo Madrid y aledaños.

## Arquitectura religiosa

### Iglesia parroquial de San Juan Bautista

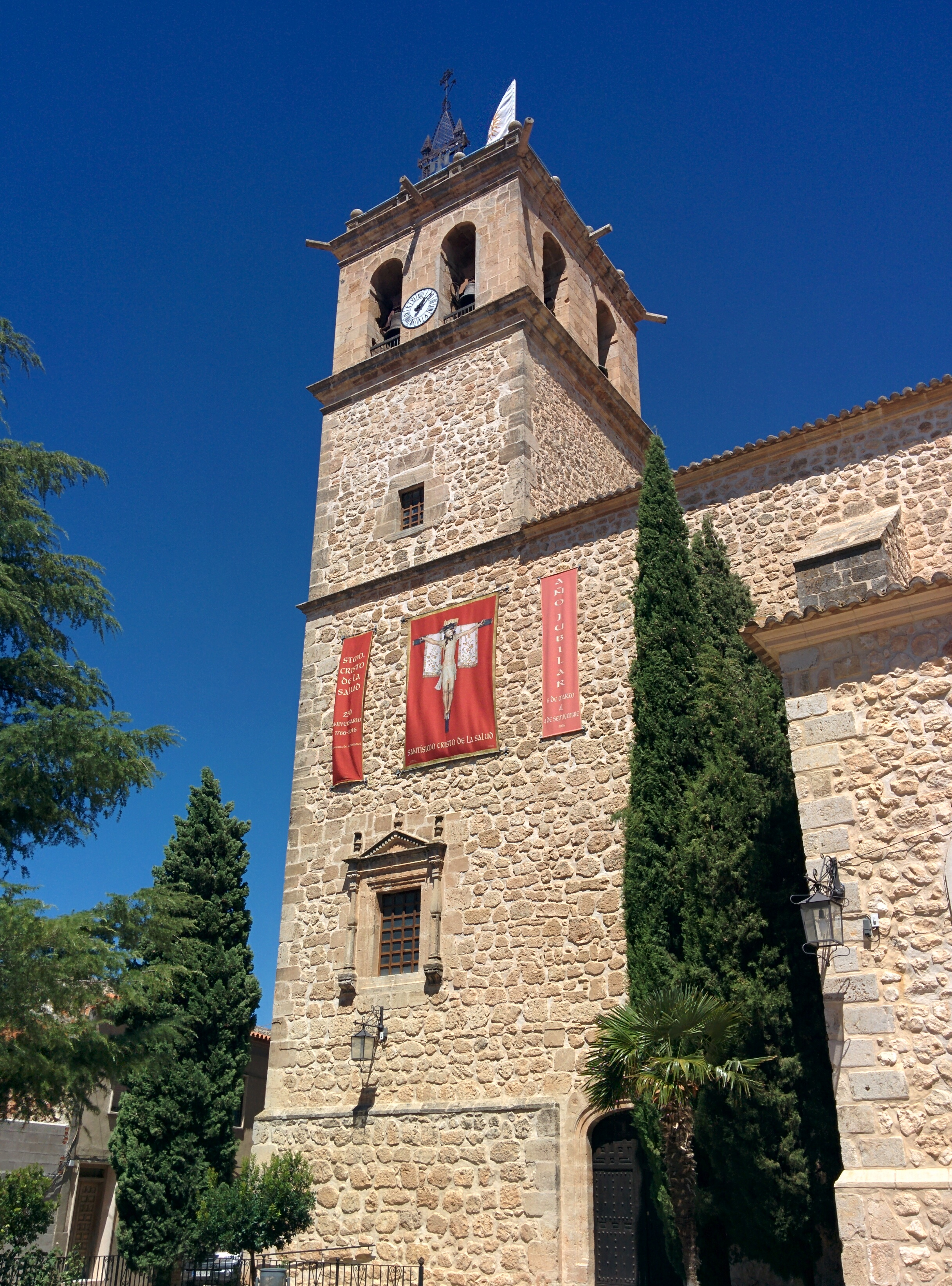
Iglesia de San Juan Bautista

La iglesia parroquial de San Juan Bautista se encuentra en la plaza de la Constitución, junto al Ayuntamiento, el Centro Cultural La Villa, el auditorio municipal y la ermita de la Virgen del Egido, constituyen el centro cultural y artístico más importante del municipio.
La mezcla de estilos arquitectónicos, consecuencia de las diferentes fases de construcción, hace difícil su datación cronológica, pudiéndose remontar las etapas más antiguas de edificación a la Edad Media, más concretamente a los siglos XII-XIV, observándose restos de la estilística románica y gótica en algunas partes tanto del interior del templo como de la fachada; ejemplos de ello son dos arcos de medio punto del transepto y dos ventanas abocinadas con arcos pareados de medio punto que cobijan otros lobulados con un cuatrifolio en el centro.
El estado actual, tanto de la planta como del alzado, presenta una nave central con crucero, cubierto con bóveda de cañón con lunetos y arcos fojones. Los brazos del transepto desembocan en dos capillas: la capilla de la Inmaculada, antiguamente conocida con el nombre de las Ánimas, que se prolonga paralela a la nave central, y en el brazo opuesto la capilla-enterramiento de los Ortiz, con bóveda nervada estrellada; en ella hoy se ubican las imágenes de la Virgen de Palomares y el retablo del siglo XVII de Jesús de Medinaceli. Contigua a esta, aparece un pórtico que cobija la entrada, inscrita esta en un arco de medio punto, correspondiéndose con uno de los accesos de la iglesia en la parte sur. En la clave del arco se aprecia la Cruz de la Orden Militar de Santiago. A continuación se sitúa otra capilla donada por Doña Orosia Ballesteros Palomino en el año 1924, -con enterramiento-, donde se albergan la imagen de la Virgen del Carmen y otras esculturas propias de la Semana Santa.
El muro, de mampostería, presenta una forma compacta y cerrada, al que se adosan tres contrafuertes que permiten soportar el peso de la cubierta, esta última de tipología renacentista con bóveda de cañón con lunetos y arcos fajones.
Destaca la bóveda de crucería estrellada con nervios combados, que cubre el ábside, donde nervios y claves dorados destacan sobre los plementos o paños encalados. El altar mayor es de estética moderna predominando el mármol, y está presidido por una imagen grande de San Juan Bautista y a ambos lados las del Corazón de Jesús y el Corazón de María. El retablo original de estilo barroco, desapareció durante la Guerra Civil.
En los pies de la iglesia (lado oeste) se sitúa el coro, al que se accede mediante unas escaleras que conducen también a la torre-campanario, de estética escurrialense. De este mismo estilo es una de las ventanas de la fachada que se encuentra rematada con frontón triangular y adornos en bolas.

### Ermita del Santísimo Cristo de la Salud

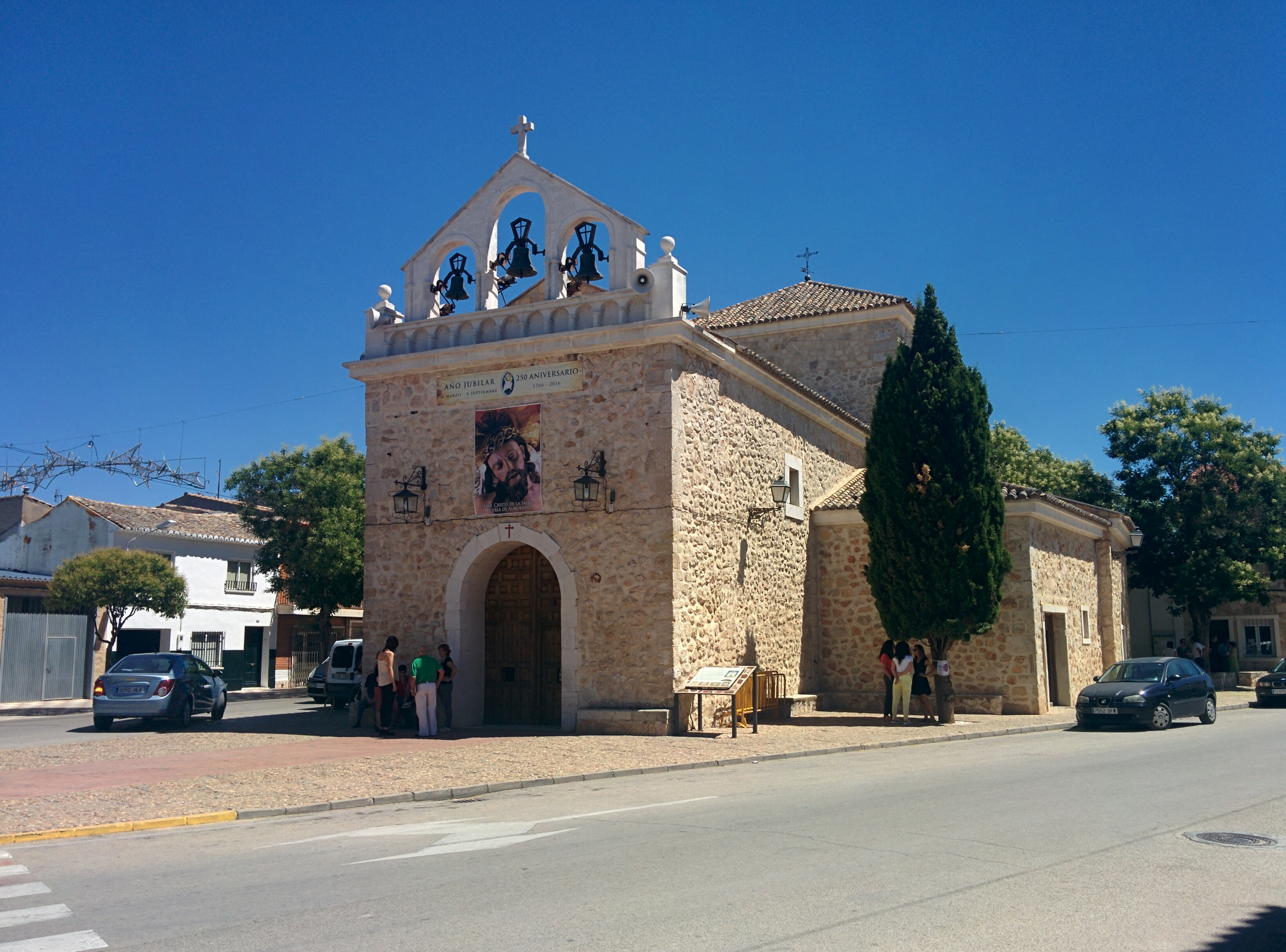
Ermita del Santísimo Cristo de la Salud

La ermita del Santísimo Cristo de la Salud fue mandada construir por Francisco Sánchez Roldán, personaje muy influyente para este municipio durante esa época (siglo XVII).
Carece de estilo arquitectónico definido, presentando influencias románicas en la fachada y, renacentistas y barrocas en su interior. Presenta una planta poligonal con nave única, capilla a la derecha del ábside y, entrada y coro elevado a los pies (parte oeste). Hoy presenta unas dimensiones mayores que en el pasado, pues parece ser que originalmente se trató de un humilladero.
La fachada está dividida en tres cuerpos: el inferior está presidido por una portada con arco de medio punto, en cuya clave se inscribe la cruz de la Orden Militar de Santiago; el cuerpo intermedio presenta un solo vano adintelado; el cuerpo superior posee claras reminiscencias de la arquitectura románica, con un remate de arquería ciega de tipología lombarda (once arquillos en total), abrazados con dos molduras 8remates en bolas) de influencia herreriana. Coronando la fachada se sitúa una espadaña con huecos para alojar las campanas, tres en total.
En su interior destaca la bóveda de cañón con lunetos y arcos fajones; el ábside está cubierto con una cúpula sobre pechinas sobre los que se inscriben cuatro óculos decorados con frescos.
En el ábside se encuentra la imagen del 'Santísimo Cristo de la Salud' cobijado dentro de una moldura con columnas con fuste combinado (estrías y molduras decorativas), y capitel de hojas de acanto, decorados con panes de oro. La imagen se encuentra insertada bajo un arco de moldura fina con forma de herradura. No hace mucho tiempo se descubrió en un costado del Cristo, en un hueco, un trozo de pergamino con una inscripción que reza: "Juan Antonio Argüelles me hizo en el año 1766, rogad a Dios por él". Por el reverso de esta anotación aparece el precio en maravedíes de coste de esta talla. Cuando se realizó la última restauración se introdujo en ese mismo hueco, otro trozo de pergamino, donde consta la fecha y las labores de restauración.

### Ermita de Nuestra Señora del Egido

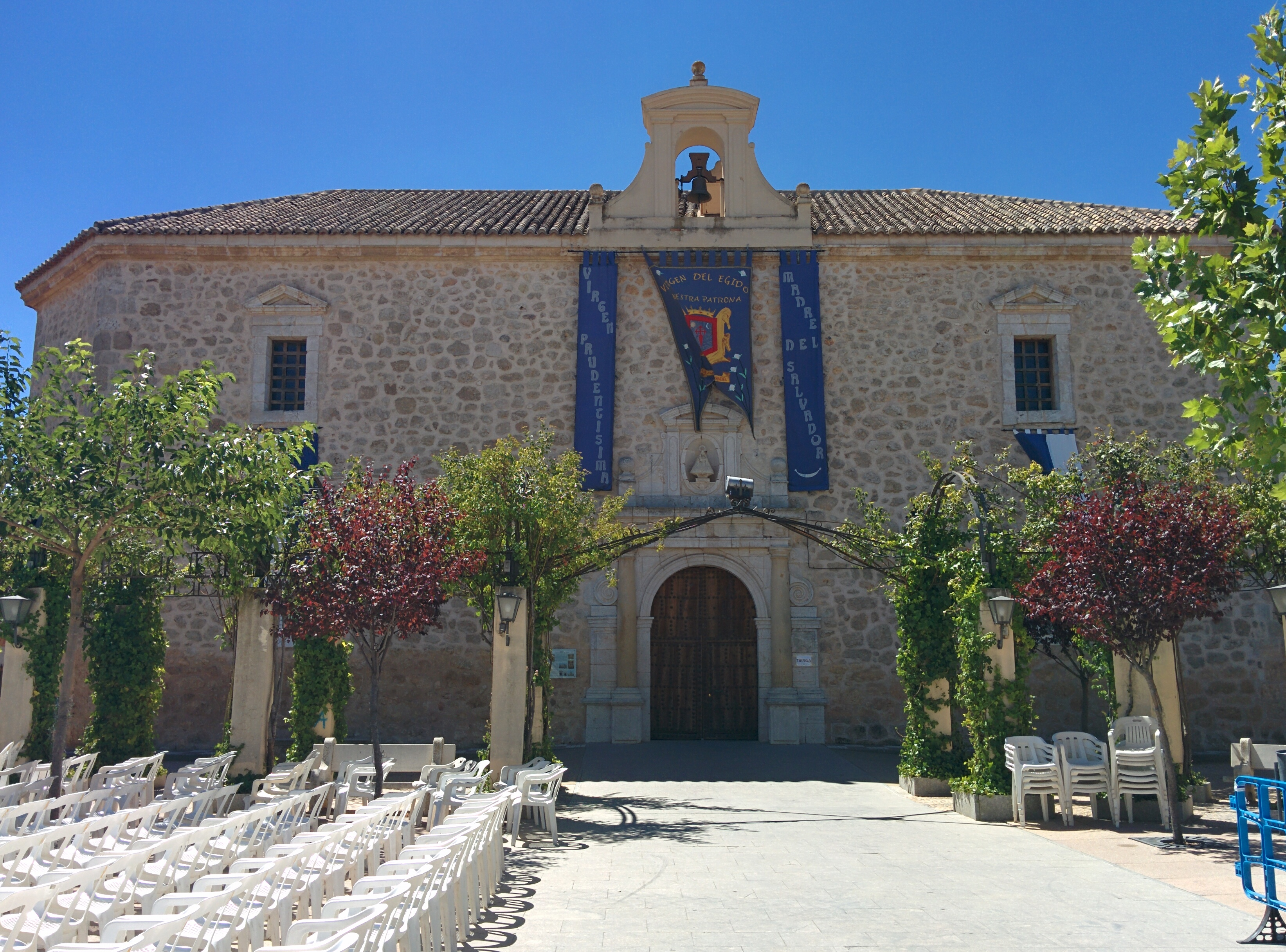
Ermita de Nuestra Señora del Egido

La ermita de Nuestra Señora del Egido fue mandado erigir, en pleno renacimiento español, por Don Juan López Cañizares (siglo XVI).
Presenta una sola nave con planta rectangular en cuyo ábside, situado en el lado este, se encuentra la imagen de Nuestra Señora del Egido. El muro, de mampostería, se caracteriza por su morfología compacta y cerrada, sin apenas vanos, rematado con una espadaña, rematada tanto en los laterales como en el centro con adornos de bolas, elemento característico del estilo artístico renacentista.
También de la estética Renacentista, y más en concreto del estilo Purista español, conserva le limpieza y sobriedad, especialmente en su fachada, concentrando los elementos decorativos en la portada, igualmente de procedencia renacentista o del principio del barroco, destacado por su hermosura de sabor clásico.
Esta portada está inscrita en un arco de medio punto de herencia clásica, adrazado por des columnas adosadas a ambos lados del mismo, y en la parte superior, rematando el conjunto, una estructura abalustrada con remate de frontón semicircular y adornos de bolas que nos acercan ala estética herreriana. Debajo del frontón aparece una hornacina que alberga una talla en piedra de la Virgen del Egido. Las dos ventanas, situadas a ambos lados de la portada, están también rematadas con frontones, si bien en este caso son triángulos. Estos vanos están formados por arcos adintelados.
Destaca en su interior una doble bóveda de arista, que se forma con el cruce en perpendicular de dos bóvedas de cañón; se denomina así porque en el interior aparecen dos líneas, 'aristas', que se cruzan en el centro.
El ábside está cubierto con una cúpula sobre pechinas sobre las que se inscriben cuatro óculos con las imágenes de los Evangelistas.
La ermita de la Virgen del Egido forma parte de un convento al que está adosado; antiguamente desempeñó las funciones de un hospital.

### Ermita de Santa Ana
La ermita de Santa Ana de procedencia renacentista-barroca, presenta una planta de cruz latina con entrada a los pies (parte oeste). En el muro, de mampostería, rematando la mitad superior de sus ángulos, se observan restos de fábrica de sillería.
El vano de la entrada es adintelado, y está precedido de un pórtico a tres aguas sostenido por dos columnas de piedra estilo clásico.
La nave, típicamente renacentista, se cubre con una bóveda de cañón con lunetos. La cubierta del transepto posee una cúpula de media naranja sobre pechinas decoradas con frescos de imágenes religiosas (Santa Inés, Santa Eulalia, Santa Cecilia y Santa Bárbara).
Hay que destacar de esta ermita la pervivencia de un pequeño retablo de época posterior a la fecha de construcción de la misma. Es de fuerte sabor barroco, con los elementos propios que lo caracterizan, como las columnas salomónicas y la abundancia decorativa que se refleja en los adornos arracimados alrededor de sus fustes, rematando los mismos soberbios capiteles corintios con hojas de acanto. Desde el punto de vista cromático predominan las tonalidades ocres y azuladas, así como la abundancia de panes de oro. Ha sido restaurado hace unos años por los alumnos de Bellas Artes. Las imágenes que actualmente lo decoran no son las originales (las tallas de Santa Ana y la de Santa Lucía principalmente, que eran de bastidor), ya que han sido sustituidas por otras de fecha posterior; las originales se conservan aún, estando depositadas en la sacristía. Este retablo está formado por tres cuerpos; en el inferior se encuentran en sendas hornacinas, de izquierda a derecha, las imágenes de Santa María Magdalena, Santa Ana y la Virgen María, y Santa Lucía, y en el cuerpo superior, San Blas.
En el brazo derecho del transepto, cubierto con una bóveda esquifada plana, se pueden observar en la parte superior, en cada uno de los lados, las cruces de la Orden de Santiago, la de la Orden de San Juan de Jerusalén, la de la Orden de Calatrava, y los símbolos del Papado: las llaves de San Pedro y la Mitra.
En el exterior de la ermita, en su lado sur, se encuentran tres estelas funerarias, en los cuales aparecen en hueco relieve unas cruces. Antiguamente este lugar era uno de los puntos de parada del 'Viacrucis'.

### Ermita de San Isidro
La ermita de san Isidro se sitúa a dos kilómetros del municipio sobre un terreno ocupado antiguamente por la Vereda Real Soriana y donado por Don Julio Villafranca Muñoz a la cofradía.
El aspecto actual de la ermita es el resultado de numerosas modificaciones realizadas desde que allá en el año 1950 se iniciaran las primeras obras. presenta una planta rectangular con cuatro dependencias anexas a la cabecera. La fachada, antiguamente de mampostería, hoy se encuentra cubierta con cemento y revestimiento de cal. Actualmente está precedida por un pórtico a tres aguas sostenido por dos columnas. El acceso presenta un arco de medio punto con factura de ladrillo. Remata la fachada una espadaña, cuyo aspecto ha cambiado a lo largo de los años.
En el interior de la ermita se presenta una cabecera con tres hornacinas, una central de mayor tamaño, que alberga la figura del Santo, y a ambos lados se han construido recientemente otras dos, en cuyo interior se encuentran las figuras de dos ángeles; el altar, de mármol, completa el conjunto. En los muros laterales aparecen cuatro vanos decorados con vidrieras decoradas con temas bíblicos.

### Ermita de la Virgen de Palomares
Según se cuenta, en el paraje de "Palomares", situado entre La Puebla de Almoradiel y el cercano pueblo de Quero, estaban unos agricultores cuando encontraron enterrada la imagen de una Virgen. Entonces estos, al no saber que hacer con ella, decidieron subir la Virgen en un carro y dejar que los bueyes decidiesen el camino que tenía que seguir la imagen. El camino escogido fue el de Palomares hacia la Puebla de Almoradiel, en lugar de hacia el aledaño pueblo de Quero. De ahí viene la tradicional disputa entre ambos pueblos por los derechos sobre la Virgen de Palomares.
La ermita de la Virgen de Palomares se encuentra a 9 kilómetros de La Puebla de Almoradiel en un lugar que se menciona en las Relaciones de Pueblos del Obispado de Cuenca (siglo XVI) como "El campo de Palomares"; hallándose en dicho lugar una pequeña ermita, origen de la actual, que fue reconstruida en la década de los años 60 del siglo XX.
La primera reconstrucción de la ermita fue iniciativa de una comisión de vecinos de La Puebla de Almoradiel, que a finales de 1967, impulsados por la devoción a la Virgen de Palomares, iniciaron los almoradienses la recaudación de los fondos necesarios para la rehabilitación.
El aspecto actual de la ermita es el resultado de otras dos reconstrucciones posteriores. Presenta una planta basilical con dos dependencias longitudinales anexas con cubierta adintelada. La fachada, de mampostería, conserva la puerta original, de madera, a la que se antepone un cerramiento de forja también procedente de la antigua ermita. La portada está rematada con una voladiza a dos aguas. A ambos lados de la entrada principal se sitúan dos porches, apoyados, en cada uno de los lados, sobre dos columnas de piedra siguiendo la estética toscana. Están elaborados en una sola pieza, y proceden, según testimonios, del patio de la antigua posada del Arco, lo que hace suponer una antigüedad de al menos cinco siglos (siglo XVI). Corona la fachada una espadaña de factura de ladrillo, que alberga una campana procedente de la ermita de Santa Ana; la original, de tamaño inferior, se encuentra dentro de la ermita de Palomares.
La escultura de la Virgen responde a una tipología con reminiscencias medievales, comunes en la estatuaria religiosa de esta época, siguiendo el modelo de la Virgen coronada hacedora de la victoria, sosteniendo al Niño de frente, pues ella es el trono de la Sabiduría. El Niño Jesús se muestra bendiciendo y sujetando con la mano izquierda una bola, símbolo del poder sobre el mundo.
El primer sábado de junio, en la Puebla de Almoradiel, se celebra la denominada romería de Palomares, siendo una de las dos que celebran en dicho municipio, junto con la de San Isidro el 15 de mayo.

## Arquitectura civil

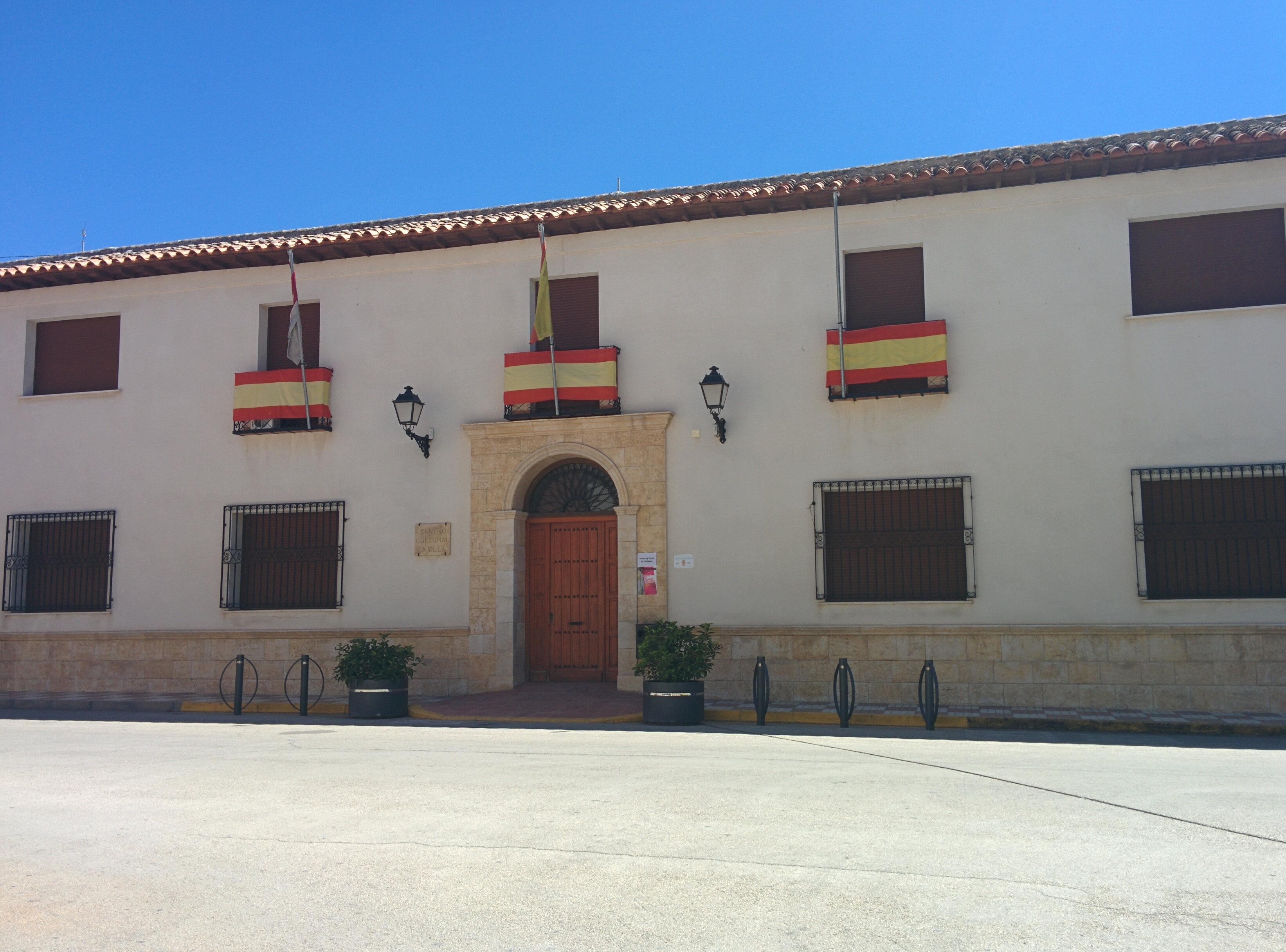
Centro Cultural

- Los molinos harineros del río Gigüela, desgraciadamente están desapareciendo por su estado en ruinas, de catorce molinos que había sólo quedan ahora cinco y lo que quedan son sólo vestigios de ellos. El molino más antiguo es el de la Torrontera que es del siglo XV-XVI, y el molino Pingazorras fue reconstruido en el año 1728. Los catorce molinos son: Cervero, Batán, Torrontera, Blanquillo, Quemadillo, Pintao, Zurrón, Pingazorras, Botifuera, Novezuelo, Laortiza, Doña Sol, El Viejo y Padre Juan. Las piedas de moler de 12 de los molinos están colocadas, a modo de decoración, en los muros del polideportivo local. Según registros oficiales, debido a la gran longitud del cauce del río Gigüela dentro del término, con múltiples giros, La Puebla de Almoradiel fue el pueblo de España con mayor cantidad de molinos de agua.
- Puente romano, originalmente situado cerca del antiguo molino de Blanquillo, fue desplazado a la entrada del pueblo por la carretera de Villa de Don Fadrique.
- El Puente Tahierro construido en 1907 servía para salvar el río Gigüela y para conectar dos municipios, La Puebla de Almoradiel y La Villa de Don Fadrique, mediante la línea de ferrocarril Villacañas-Quintanar de la Orden. Está situado junto a la ermita de San Isidro, a unos kilómetros del pueblo.
- El Ayuntamiento es un edificio que ha sido recientemente construido, está situado en la plaza de la Constitución al lado de la iglesia parroquial.
- Centro Cultural La Villa es un edificio que ha tenido recientemente una gran reforma ya que estaba en muy malas condiciones, está localizado en la calle Ramón y Cajal. Originalmente usado como escuela -hasta finales de los 80-, actualmente tiene varias funciones: es la sede de la radio municipal de La Puebla de Almoradiel, Radio Meseta; sala de exposiciones; clases y cursos para adultos...
- Observatorio Astronómico de La Hita está situado a 9 kilómetros del núcleo urbano, su función es desarrollar la astronomía, ampliar conocimientos, aprender el manejo y técnicas instrumentales avanzadas, con sus fines principales. También realiza una importante labor de divulgación con la organización de eventos nocturnos y las visitas de colegios.[3] Es único en Castilla-La Mancha por sus características y aplicaciones.
- Colegio Público Ramón y Cajal este centro público de educación alberga las aulas de educación infantil y primaria, y tiene sus instalaciones divididas entre las clases de parvularios y primaria hasta 3.º de EGB, en la zona comúnmente conocida como "Las Casitas", al oeste del pueblo, y las instalaciones de Santa Ana, en el lado opuesto del pueblo, al este, cerca de "El Pocillo".
- Instituto Público Aldonza Lorenzo en este centro público de educación imparten clases para Educación Secundaria Obligatoria y Bachillerato. Está situado a la entrada del pueblo desde La Villa de Don Fadrique.
- Consultorio Médico está localizado en la calle Ronda de la Estación, en el mismo edificio donde está la biblioteca pública, en las plantas inferiores.
- Auditorio municipal de La Puebla de Almoradiel, situado en la glorieta de la Virgen del Egido. Reformado y restaurado en los últimos años, en verano se celebran muchas actividades culturales y se eligen en mayo la Reina y las Damas de las fiestas de la localidad. El auditorio alberga la estatua en honor a la Mujer Vendimiadora.
- Parque de San Fernando, está situado al este del municipio y cuenta con una superficie de 5.500 metros cuadrados. Se construyó en la década de los 70 pero en 2013 fue rehabilitado debido a la decadente situación en la que se encontraba. Actualmente, es un espacio con instalaciones para el desarrollo de actividades para niños, jóvenes y mayores; también cuenta con una gran superficie de césped y zona arbolada, además de una fuente y una escultura en memoria a las víctimas del terrorismo.
- Prado de la Estación es una glorieta ajardinada de gran superficie, en la cual hay instalada una pista de baloncesto, y una zona de juegos infantil. En el siglo XX, en este lugar estaba la estación de ferrocarril de La Puebla. En la actualidad, en esta glorieta es donde está instalada la principal parada de autobuses del municipio. También sirve como espacio para montar el mercadillo, y el recinto ferial durante las fiestas del Stmo. Cristo de la Salud.
- Avenida Juan Carlos I es la principal vía de la localidad, en la que se encuentran numerosas tiendas, bares y los edificios arquitectónicos más importantes. Conecta la parte centro-este de la localidad con la carretera CM-410. Esta calle era la carretera que cruzaba el pueblo antes de la construcción de la carretera de circunvalación del pueblo.
- Avenida de la Libertad es otra arteria principal del municipio en la que se encuentran numerosos bares y sitios de ocio, también el IES Aldonza Lorenzo y el puente romano, entre otras cosas. Conecta la parte centro-oeste de la localidad con la carretera CM-410. Esta calle era la carretera que cruzaba el pueblo antes de la construcción de la carretera de circunvalación del pueblo.
- Paseo de Entrevías es una de las vías principales de la localidad, en la que recorre de este a oeste la zona sur del municipio. Conecta la carretera CM-410 con Prado de la Estación. En esta calle, que tiene dimensiones de avenida y zonas ajardinadas, transcurren los autobuses que tienen parada en La Puebla de Almoradiel, y también discurre la Vía Verde.

## Servicios públicos
- El Ayuntamiento, edificio de finales de la década de los años 70 situado en el mismo lugar de la antigua casa consistorial (en la plaza de la Constitución al lado de la iglesia parroquial).
- Colegio Público Ramón y Cajal este centro público de educación alberga las aulas de educación infantil y primaria, y tiene sus instalaciones divididas entre las clases de parvularios y primaria hasta 3.º de EGB, en la zona comúnmente conocida como Las Casitas, al oeste del pueblo, y las instalaciones de Santa Ana, en el lado opuesto del pueblo, al este, cerca de "El Pocillo".
- Instituto Público Aldonza Lorenzo en este centro público de educación imparten clases para Educación Secundaria Obligatoria y Bachillerato. Está situado a la entrada del pueblo desde La Villa de Don Fadrique.
- Consultorio Médico edificio de la década de los años 80, localizado en la calle Ronda de la Estación.
- Centro Cultural La Villa es un edificio de principios del siglo XX que ha tenido recientemente una gran reforma ya que estaba en muy malas condiciones, está localizado en la calle Ramón y Cajal. Originalmente usado como escuela -hasta finales de los 80-, actualmente tiene varias funciones: es la sede de la radio municipal de La Puebla de Almoradiel, sala de exposiciones, centro de internet, sala de baile, sala de ensayos de la banda municipal, archivo municipal, clases y cursos para adultos...
- Biblioteca Pública Cervantes está localizado en la calle Garcilaso de la Vega. La primera biblioteca en Puebla fue inaugurada en 1956.
- Casa de la Cultura está localizado en la calle Garcilaso de la Vega y en su interior se encuentra un salón de actos donde se desarrollan las obras de teatro de la escuela municipal.
- Hogar del Jubilado está localizado en la calle Ronda de la Estación, en el edificio hay un salón multiusos y una cafetería. Es el sitio donde desarrollan las actividades la asociación de jubilados del municipio.
- Edificio Santo Tomás  está localizado en la calle Emperador Carlos V y alberga el Centro Día de Atención a la Adolescencia y la Familia Santo  Tomás, el centro juvenil y de Actividades Deportivas, y la Escuela Municipal de Música Santo Tomás de Aquino.
- Centro Social Polivalente está localizado en la calle Manuel Girón Bellán y alberga los Servicios Sociales, el Centro de Información Juvenil y el Centro de la Mujer.
- Polideportivo Municipal Los Molinos está localizado a las afueras del municipio, en la carretera dirección a La Villa de Don Fadrique. En esta zona deportiva encontramos las piscinas de verano, varias pistas polideportivas y pistas de pádel, además del campo municipal de fútbol.

## Fiestas Locales

### Fiesta del Campo Manchego en honor a san Isidro Labrador
Tiene una duración de una semana pero sus actos más importantes se concentran los días 14 y 15 de mayo. El día 6 comienzan los actos religiosos y el día 11 tienen lugar el tradicional triduo a san Isidro. Por otro lado, el sábado anterior al día 15 se organiza un concurso de gachas manchegas, y también al día siguiente se realiza el tradicional concurso de habilidad con tractor en los alrededores de la ermita.
El día 14 de mayo por la tarde se celebra la proclamación de la Reina de la fiesta y sus Damas en el auditorio municipal, donde participa la Banda de Música La Flor de La Mancha. También es tradicional leer el pregón de las fiestas, que cada año es leído por un invitado de honor. Una vez concluido éste, comienza el desfile de carrozas que entran en concurso, construidas por los propios vecinos del municipio. Finaliza la jornada con una cena- baile, en honor de la Reina y sus Damas, hasta altas horas de la noche.
Al día siguiente, el día 15, comienza a primera hora del día la diana floreada a cargo de la banda "La Flor de La Mancha”, para seguir con el traslado procesional de San Isidro, seguido de las carrozas, hasta su ermita, en la ribera del río Gigüela, tras la ruidosa despedida pirotécnica en las afueras del pueblo.  Ya en su ermita, solemne celebración de la Eucaristía, y tras ella, los romeros y visitantes disfrutan de un día en la pradera. 

### Romería de la Virgen de Palomares
Comienza a primera hora de la mañana del primer sábado de junio, con el traslado procesional a pie de la imagen, desde la iglesia parroquial hasta su ermita situada a 9 kilómetros del pueblo, tras la despedida con el cántico popular de la salve y fuegos pirotécnicos. Ya en mitad del camino, se realiza una parada en la Casa de los Pastores, donde los romeros acompañantes serán obsequiados con un refrigerio. Al llegar a la ermita se celebra la tradicional misa campestre. Y entrada ya la tarde, se realiza el paseo procesional de la imagen, con el cántico del rosario, por los prados del paraje. La fiesta continúa hasta altas horas de la noche con abundancia de calderetas, puestos de feria y bailes.

### Fiesta en honor a la Virgen del Egido
Las fiestas en honor a la Virgen del Egido, patrona de La Puebla de Almoradiel, tienen una duración de dos días: el 14 y 15 de agosto. Además de su corta duración, se caracteriza por ser una fiesta de gran carácter tradicional y principalmente de actos religiosos. 
El mismo día 14 de agosto se inaugura la fiesta, en las primeras horas de la noche, con una ofrenda floral a la Virgen en el auditorio municipal, situado en la Glorieta homónima. Tras la ofrenda floral, realizada por diversos colectivos almoradienses y por particulares, le siguen los bailes regionales y el concierto de la banda de música "La Flor de la Mancha”, todo ello presidido por las autoridades municipales y la mayordomía. Al día siguiente, el 15 de agosto, por la mañana se lleva a cabo la solemne celebración de la Eucaristía en su ermita; y por la tarde la solemne procesión de la venerada imagen por distintas calles del pueblo, con el canto del santo rosario, acompañada siempre de multitud de devotos, de autoridades y de la Banda de Música.

### Feria y Fiestas del Santísimo Cristo de la Salud
Los días 31 de agosto y 1, 2 y 3 de septiembre se celebra la fiesta más importante de la localidad por la gran devoción que el Santísimo Cristo de la Salud despierta, tanto en los habitantes del pueblo como en las localidades vecinas, que en esos días realizan peregrinaje a pie hasta la ermita del Crucificado. Debido a esta gran devoción fue declarada por el Gobierno de Castilla-La Mancha en el año 2016 Fiesta de Interés Turístico Regional.
Las fiestas comienzan durante la tarde del 31 de agosto con la izada de banderas y chupinazo en la plaza de la Constitución. Posteriormente, se realiza el tradicional traslado procesional de la imagen del Stmo. Cristo desde su ermita a la iglesia parroquial, donde se le cantan solemnes vísperas. La jornada finaliza con un castillo de fuegos artificiales.
El día 1 de septiembre, principal día de las fiestas, al amanecer la Asociación de Mujeres de la localidad organiza una tradicional chocolatada en la plaza de la Iglesia en atención a los peregrinos que vienen de fuera de la localidad, y a las 11 de la mañana se lleva a cabo una solemne celebración de la Eucaristía. Para completar el mediodía, la Banda de Música "La Flor de La Mancha” realiza el tradicional concierto de Feria y Fiestas, y posteriormente comienza el baile del mediodía.
Mediada la tarde, la protagonista es la magna procesión del Stmo. Cristo de la Salud desde la iglesia parroquial hasta su ermita, donde se dan cita millares de fieles. Llegada la noche se termina la jornada con espectáculos de variedades y baile popular.
El 2 y 3 de septiembre se llevan a cabo distintos actos religiosos, conciertos, pasacalles, eventos deportivos (trofeo de feria de fútbol) y bailes populares.

## Eventos turísticos

### Carnavales
El pasacalles del Carnaval es un concurso de disfraces tanto individual como para comparsas, y tanto para pequeños como para mayores. El concurso es a nivel local, por lo que no participan comparsas de fuera del municipio. Las comparsas de adultos de La Puebla son numerosas en cuanto a componentes, por ello normalmente son tres las que se presentan. En cuanto a las comparsas infantiles también son en torno a tres pero con bastante menos componentes. Las comparsas de la localidad son conocidas en los concursos comarcales de carnavales ya que siempre tienden a ganar los primeros premios.

### Semana Santa
La Semana Santa almoradiense como muchas otras de La Mancha toledana es multitudinaria. Las cinco hermandades que componen la Junta de Hermandades de Semana Santa de La Puebla son las que organizan los oficios y actos religiosos. Cada hermandad está formada como mínimo por más de 200 hermanos hasta llegar a más de los 300 componentes. Además, hay que añadirle la participación de la Agrupación Musical Jesús de Medinaceli, constituida por 50 componentes. También la Banda de Música "La Flor de La Mancha" participa en la Semana Santa de la localidad.
La Semana Santa de La Puebla comienza con un pregón en el tradicional concierto de cornetas y tambores el sábado antes del Viernes de Dolores. Ese viernes se realiza un Vía Crucis con la Dolorosa, y el Domingo de Ramos la procesión de los Ramos. El Martes Santo está reservado para la procesión infantil, donde los más jóvenes recorren algunas calles del centro del municipio con 6 pasos llevados en andas. Entre las 3 salidas procesionales del Jueves Santo y el Viernes Santo salen once pasos de Semana Santa. Todos ellos son portados en carroza excepto el paso de Jesús de Medinaceli y el Santo Sepulcro que son llevados en andas por portadores. Uno de los momentos más álgidos y emotivos de la Semana Santa de La Puebla es cuando en la procesión del Jueves Santo a las puertas de la ermita de la Virgen del Egido se interpreta el "Canto de la Sentencia" a Jesús de Medinaceli. Una de las peculiaridades de la Semana Santa almoradiense es la tradicional procesión o traída de la Virgen de Palomares, que se celebra en la tarde del Lunes de Pascua como acto final de la Semana Santa.

### Fiesta de la Vendimia
Desde hace más de 25 años la Asociación de Mujeres organiza la Fiesta de la Vendimia que se celebra entre el último fin de semana de julio y primero de agosto. Entre su programación destaca el concurso de calderetas del primer viernes de agosto. Este concurso gastronómico se ha convertido en una especie de "romería dentro de pueblo", en la que es habitual que familias y grupos de amigos cocinen la caldereta e instalen unas mesas y sillas para cenar en el mismo recinto ferial, incluso sin participar en el concurso. También durante la semana se realizan las tradicionales catas de queso y de vino, exposiciones culturales y una actuación de teatro o baile.

### Jornadas gastronómicas
Las Jornadas gastronómicas populares e interculturales es un evento culinario donde muchas asociaciones del municipio preparan la comida típica de La Mancha y también recetas típicas de otros países para después degustarla. Además, se acompaña a la degustación los vinos propios de las cooperativas vitivinícolas de la localidad. Este evento gastronómico comenzó a celebrarse en el mes de noviembre pero actualmente se realiza el mes de abril.

## Personas notables
- José Luis Nieto[5] (1932-2015): Dirigente de CCOO y del Partido Comunista de España. Llegó a ser senador por Izquierda Unida en la década de 1990 y se le concedió la medalla de oro al Mérito en el Trabajo
- Herminio Molero (1948-): músico[6] y pintor.[7]